# Michael Chopra
Michael Chopra (født 23. december 1983) er en engelsk fodboldspiller, der spiller som angriber. Han har gennem karrieren blandt andet spillet for Newcastle, Cardiff, Ipswich og Blackpool.
Han er halvt engelsk og halvt indisk.

## Karriere
Chopra startede sin karriere i Newcastle United, hvor han spillede sin første seks år som professionel. I perioden var han udlejet til Watford, Nottingham Forest og Barnsley, hvorefter han skiftede til walisiske Cardiff City, hvor han spillede en sæson og blev solgt til Sunderland. Han skiftede i 2009 tilbage til Cardiff.